# سيمون ويست
سيمون ويست (بالإنجليزية: Simon West)‏ (و. 1961  م) هو مخرج أفلام، وممثل، وكاتب سيناريو بريطاني.

## التعليم
تعلم في Fearnhill School ‏.

## وصلات خارجية
- سيمون ويست على موقع IMDb (الإنجليزية)
- سيمون ويست على موقع ألو سيني (الفرنسية)
- سيمون ويست على موقع ميوزك برينز (الإنجليزية)
- سيمون ويست على موقع أول موفي (الإنجليزية)
- سيمون ويست على موقع بوكس أوفيس موجو (الإنجليزية)
- سيمون ويست على موقع قاعدة بيانات الأفلام السويدية (السويدية)
- سيمون ويست على موقع إن إن دي بي (الإنجليزية)
- سيمون ويست على موقع قاعدة بيانات الفيلم (الإنجليزية)
- سيمون ويست على موقع كينوبويسك (الروسية)